# Warthausen
Warthausen è un comune tedesco di 5 314 abitanti situato nel land del Baden-Württemberg.